# Данилин, Кирилл Сергеевич
Кири́лл Серге́евич Дани́лин (род. 13 ноября 2002, Химки, Московская область) — российский футболист, полузащитник клуба «Акрон», выступающий на правах аренды за московское «Торпедо».

## Биография
Воспитанник клуба «Химки».
В июле 2019 года перешёл в «Родину». Так и не сыграв за команду в сезоне 2019/20, был переведен в фарм-клуб «Родина-2», выступающий в чемпионате Москвы.
16 февраля 2022 года на правах аренды присоединился к «Туапсе». 8 марта 2022 года в матче Второй лиги против клуба «Алания-2» дебютировал в профессиональном футболе.
6 июля 2022 года подписал контракт с новороссийским «Черноморцем». В сезоне 2022/23 с командой стал победителем Второй лиги (группа 1).
13 июня 2023 года на правах свободного агента перешёл в «Акрон». 23 июля 2023 года дебютировал в Первой лиге в гостевом матче против «Волгаря». По итогам сезона, с клубом стал бронзовым призёром первенства и одержав победу в стыковых матчах вышел в РПЛ.
4 июля 2024 года продлил контракт с «Акроном». 20 июля 2024 года сыграл дебютный матч в чемпионате России против московского «Локомотива».
8 августа 2025 года на правах аренды пополнил состав московского «Торпедо».

## Статистика выступлений
| Выступление        | Выступление      | Выступление      | Лига | Лига | Кубки | Кубки | Стыковые матчи | Стыковые матчи | Итого | Итого |
| Клуб               | Лига             | Сезон            | Игры | Голы | Игры  | Голы  | Игры           | Голы           | Игры  | Голы  |
| ------------------ | ---------------- | ---------------- | ---- | ---- | ----- | ----- | -------------- | -------------- | ----- | ----- |
| Туапсе             | Второй дивизион  | 2021/22          | 11   | 1    | 0     | 0     | —              | —              | 11    | 1     |
| Туапсе             | Итого            | Итого            | 11   | 1    | 0     | 0     | —              | —              | 11    | 1     |
| Черноморец         | Вторая лига      | 2022/23          | 31   | 2    | 3     | 0     | —              | —              | 34    | 2     |
| Черноморец         | Итого            | Итого            | 31   | 2    | 3     | 0     | —              | —              | 34    | 2     |
| Акрон              | Первая лига      | 2023/24          | 30   | 4    | 2     | 0     | 2              | 1              | 34    | 5     |
| Акрон              | РПЛ              | 2024/25          | 25   | 1    | 4     | 0     | —              | —              | 29    | 1     |
| Акрон              | РПЛ              | 2025/26          | 0    | 0    | 1     | 0     | —              | —              | 1     | 0     |
| Акрон              | Итого            | Итого            | 55   | 5    | 7     | 0     | 2              | 1              | 64    | 6     |
| → Торпедо (Москва) | Первая лига      | 2025/26          | 2    | 1    | 0     | 0     | —              | —              | 2     | 1     |
| → Торпедо (Москва) | Итого            | Итого            | 2    | 1    | 0     | 0     | —              | —              | 2     | 1     |
| Всего за карьеру   | Всего за карьеру | Всего за карьеру | 99   | 9    | 10    | 0     | 2              | 1              | 111   | 10    |

## Достижения
«Черноморец»
- Победитель Второй лиги (группа 1): 2022/23
- Итого : 1 трофей

«Акрон»
- Бронзовый призёр Первой лиги: 2023/24